# Mongeta egípcia
La mongeta egípcia, pèsol antac, Lablab purpureus (sinònim Dolichos lablab L., Dolichos purpureus L., Lablab niger Medikus, Lablab lablab (L.) Lyons, Vigna aristata Piper, i Lablab vulgaris (L.) Savi), és una espècie de mongeta dins la família Fabaceae de cultiu molt estès a la zona tropical especialment a l'Àfrica, Índia i Indonèsia.

## Cultiu

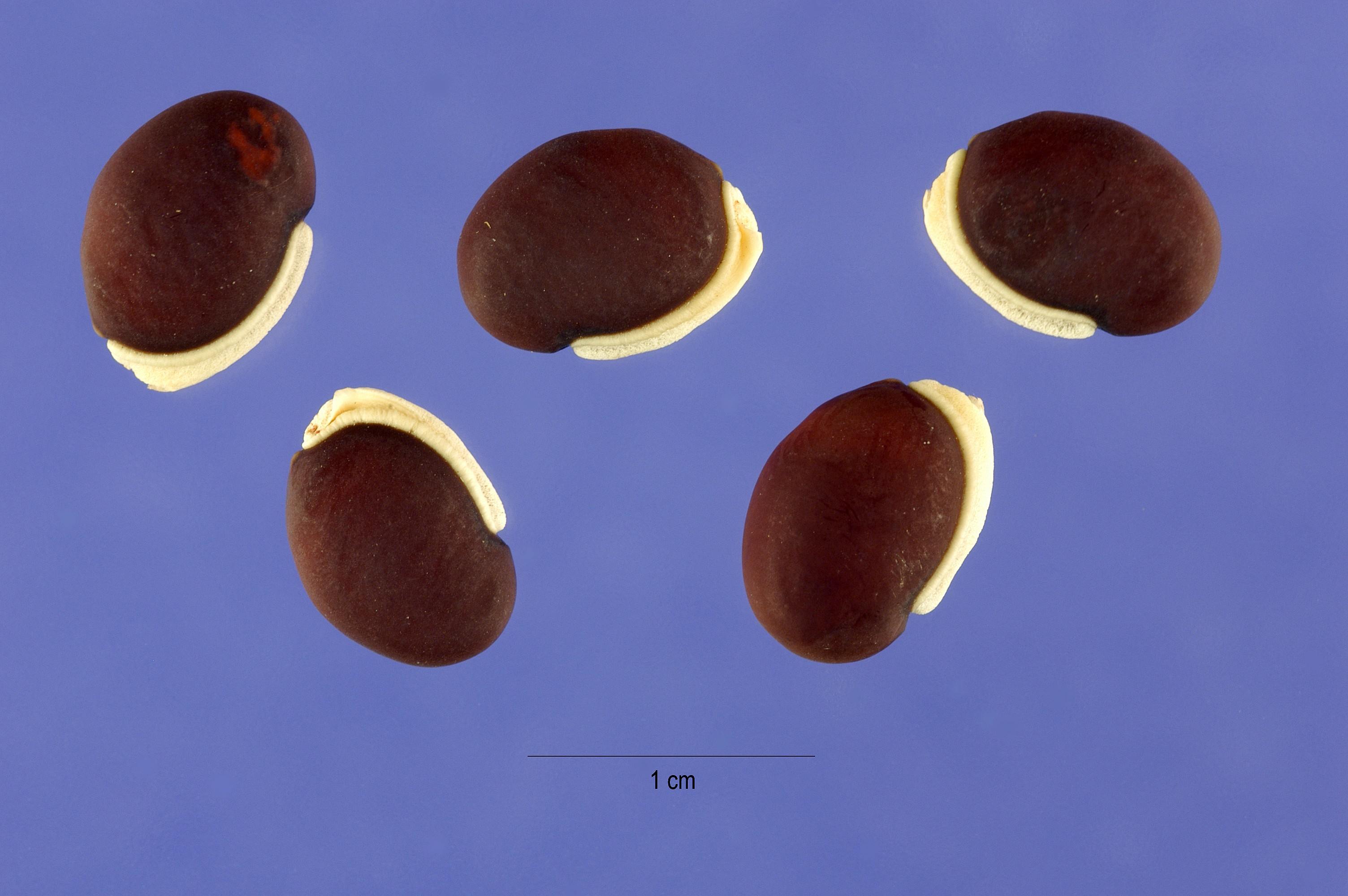
Llavors

És una liana que fa flors de color porpra i llavors de colors porpra cridaner. Creix ràpid, les fulles, les flors, les tavelles, les llavors i les arrels són comestibles. Les llavors seques són verinoses pel seu alt contingut en glucòsids cianogènics i s'han de bullir molta estona per a poder-les menjar.

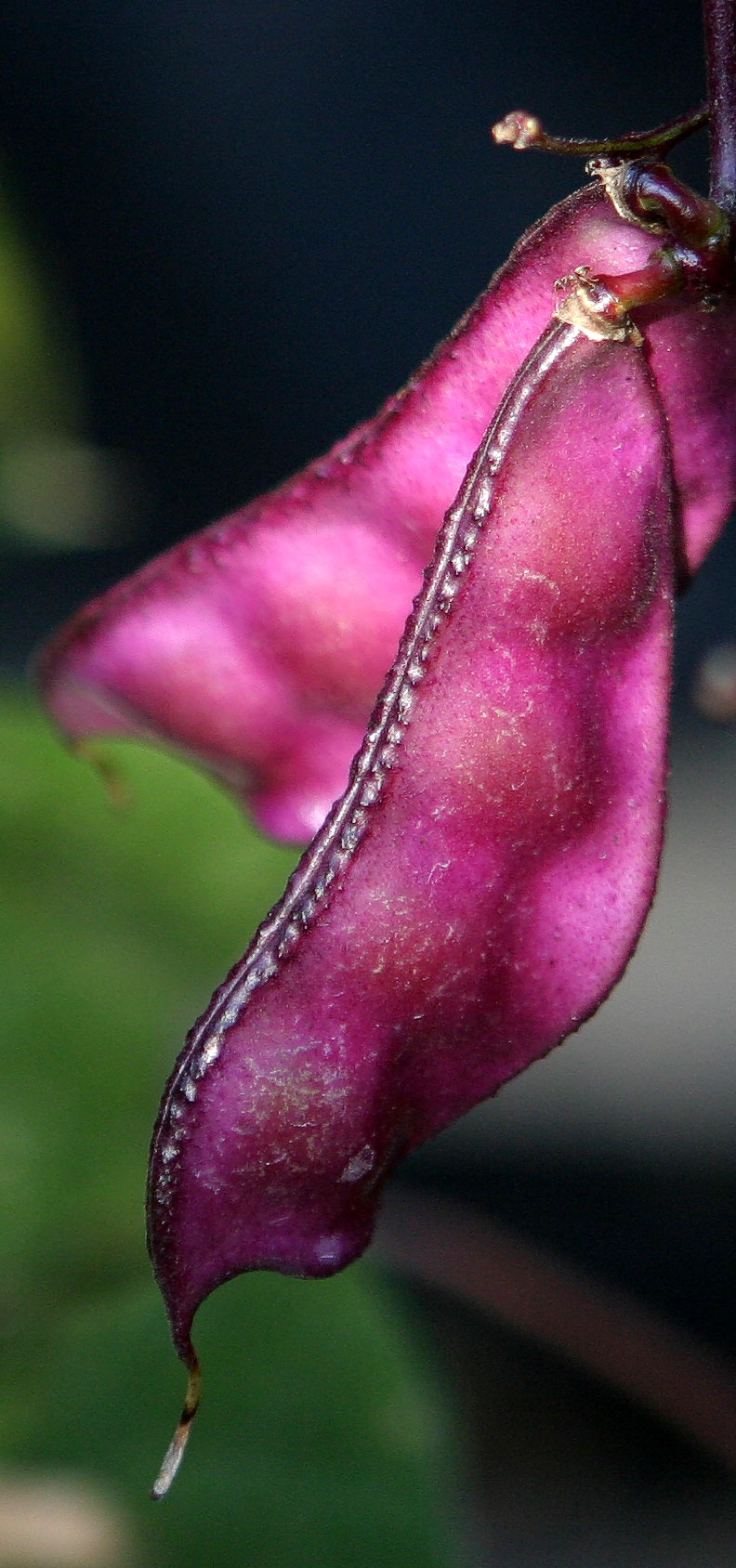
Tavelles

També és un farratge i una planta ornamental. És planta medicinal i planta verinosa.
A Maharashtra i altres llocs, se'n fa un tipus de curri.